# Kreditkartenskandal der Caja Madrid
Unter dem Kreditkartenskandal der Caja Madrid (spanischer Begriff: tarjeta black oder tarjeta opaca) versteht man den Missbrauch von Kreditkarten durch die Führungselite der spanischen Bank Caja Madrid in den Jahren 2003 bis 2012.
Ausgelöst wurden die Ereignisse, weil die spanische Antikorruptionsbehörde eine Untersuchung gegen 86 Direktoren, leitende Angestellte und Verwaltungsratsmitglieder der ehemaligen Caja Madrid einleitete. Es geht dabei um mögliche Wirtschaftsdelikte, unerlaubte Bereicherung und Steuerhinterziehung.
In technischer Hinsicht handelt es sich dabei um den Missbrauch einer üblichen Vorgehensweise: Es ist im spanischen Geschäftsleben üblich, Firmenkreditkarten zu verwenden, um Ausgaben für ein Unternehmen bargeldlos zu bezahlen. So werden Arbeitnehmern bei Dienstreisen und Geschäftsessen zur Spesenbegleichung  häufig Kreditkarten zur Verfügung gestellt. Deren betriebliche Verbuchung ist dann vergleichsweise unkompliziert.
Im Fall der schwarzen Karten handelt es sich jedoch nicht um Spesen, sondern um exklusive Kreditkarten der Marke Visa, die die Bank dem eigenen Führungspersonal für private Ausgaben ohne jegliche Zweckbindung zur Verfügung gestellt hat. Außerdem ist dieses Verfahren mit hoher Wahrscheinlichkeit mit Steuerhinterziehung verbunden.

## Ausmaß des Kreditkartenmissbrauchs
Die Kreditkarten wurden ab 2003 vom Betrieb ausgegeben und bis 2012 benutzt. In diesem Zeitraum wurden Umsätze und Bargeldabhebungen in Höhe von 15,2 Mio. € mit diesen Kreditkarten beglichen. Von den 86 bekannten Besitzern dieser Kreditkarten gibt es drei, die sich nach derzeitigem Kenntnisstand nicht bedient haben, und 83 Besitzer, die sich damit bereichert haben.
Am 23. Februar 2017 wurden die Hauptverantwortlichen ehemaligen Bankmanager Rodrigo Rato und Miguel Blesa wegen widerrechtlicher Aneignung von Geldern zu viereinhalb bzw. zu sechs Jahren Haft  verurteilt.
Am 19. Juli wurde Blesa tot in seinem Jagdanwesen bei Cordoba gefunden. Am 3. Oktober 2018 bestätigte Spaniens oberster Gerichtshof, der Tribunal Supremo, die Strafen von Blesa und Rato. Bei einigen weiteren Angeklagten wurden die Strafen aufgrund Entschädigungszahlungen verringert.

## Nutznießer der Karte
Das Spektrum der jeweiligen Entnahmen beläuft sich von 484.000 € in zehn Jahren bis 1100 €.
Die folgenden Personen haben sich bedient. Die Reihenfolge ergibt sich aus der Höhe der Beträge:
1. Ildefonso José Sánchez Barcoj, Generaldirektor, 484.200 €
2. José Antonio Moral Santín, Vizepräsident, Politiker, 456.000 €
3. Ricardo Morado
4. Miguel Blesa, Vorstandsvorsitzender
5. Ramón Ferraz
6. Matias Amat
7. Mariano Pérez Claver
8. Enrique de la Torre
9. Juan Manuel Astorqui
10. Mercedes de la Merced, Politikerin
11. Carlos María Martinez
12. Carmen Contreras
13. Francisco Baquero
14. Estanislao Rodríguez-Ponga, Finanzstaatssekretär
15. Antonio Romero[7]
16. Carlos Vela[8]
17. Pablo Abejas
18. Rubén Cruz
19. Rafael Spottorno, Diplomat
20. Muguel Ángel Araujo
21. Ricardo R. de Tejada y Picatos..
22. José María de la Riva, Politiker
23. Ignacio de Navasques Cobián
24. Antonio Rey de Viñas
25. Ramón Espinar, Politiker
26. Antonio Cámara
27. José Manuel Fernández Norni..
28. María Carmen Cafranga
29. Javier de Miguel
30. Angel Eugenio Gómez de Pul..
31. Rodolfo Benito, Gewerkschafter
32. Alberto Recarte
33. Luis Gabarda
34. José María Arteta
35. Guillermo Ricardo Marcos Gue..
36. Jesús Pedroche, Politiker
37. Gonyalo Martín Pascual
38. Juan Gomez Castañeda
39. Francisco José Moure
40. Francisco José Pérez Ferdinánd..
41. Mercedes Rojo
42. Miguiel Ángel Abejón
43. Pedro Bugidos Garay
44. Juan Jose Azcona
45. Jorge Gómez Moreno
46. Gerardo Díaz Ferrán, Unternehmer
47. Ramón Martinez
48. Rafael Eduardo Torres
49. Cándido Cerón
50. Fernando Serrano
51. Pedro Bedia
52. Elena Gil
53. Alejandro Couceiro Ojeda
54. Darío Fernández Yruegas
55. José María Buenaventura
56. José Acosta
57. Beltrán Gutiérrez
58. Luis Blasco Bosqued
59. José María Fernández del Río
60. María Enedina älvarez Gayol
61. Juan Emilio  Iranzo
62. Miguiel Corsini
63. Santiago Javier Sánchez Carlos
64. José Ricardo Martínez
65. Rodrigo Rato
66. Domingo Navalmoral
67. Arturo Luis Fernández Álvarez
68. Manuel José Rodriguez Gonzá..
69. Virgilio Zapatero, Politiker
70. Ignacio Varela
71. Francisco Javier López Madrid, Unternehmer und Berater der OHL. Konnte seine Strafe durch Rückzahlungen reduzieren.[9]
72. Rafael Pradillo
73. José Carlos Contreras
74. Joaquín García Pontes, Politiker
75. Ignacio del Río[10]
76. Miquel Muñiz de las Cuevas
77. Gabriel Maria Moreno, Gewerkschafter[11]
78. Ángel Rizaldos
79. José Nieto
80. José Caballero, Politiker
81. José Luis Acero Benedicto
82. Jorge Rábago
83. José María Garcia (mit 1100 € der kleinste Betrag)